# Чуло-каган
Чуло-каган (д/н — 620) — 3-й володар Східнотюркського каганату в 619—620 роках.

## Життєпис
Син Ямі-кагана, володаря Східнотюркського каганату. При народженні отримав ім'я Сіліг-бег-шад. Після смерті батька наприкінці 608 або на початку 609 року деякий час оскаржував владу брата Шібі-кагана, але зрештою підкорився тому. Згодом отримав титул ельтебер-шад (в китайців сіліфуше, який вони вважали за власне ім'я).
619 року після смерті Шібі-кагана стає новим володарем каганату, відсторонивши малолітнього небожа Шибобі, якому надав титул ніпу-шад. Припинив війну з імперією Тан в обмін на сплату значної данини. Водночас одружився з удовою брата — Ічжен з династії Суй.
Надав притулок колишній імператриці Сяо, прийняв інших прихильників поваленої династії Суй. Яна Чжаодао оголосив ваном, створивши йому двір у місті Дінсян, який охороняло 10 тис. тюрків. Також уклав союзи з колишніми суйськими полководцеми — Ван Шічуном, володарем Цзінченгуана, й Ду Цзянде, володарем Цанле. Проте Лі Союй, танський губернатор Лучжоу, рохопив караван і 10 000 голів худоби, що відправив каган до Ван Шічуна.
Невдовзі почалася кампанія проти імперії Тан. Булі Ше, брат кагна, з 2 тис. кінноти з'єднався з Лю Учжоу, з яким захопив Бінчжоу. Сам кагана спільно з Дун Дзяндевдерся до префектур Цзінь та Цзян (в сучасній провінції Шаньсі). Пограбувавши місцевість відступив до себе. В цей час 620 року його було отруєно тайчанціном (міністром церемоній) суйського вана Чжен Юаньшу, який ймовірно був танським шпигуном.
Оскільки старший син Чуло-кагана — Момо юеше-шад — був хворобливим, а інші сини ще малолітніми, тому на курултаї каганом обрали молодшого брата померлого — Кат Іль-хана.